# Pavement
Pavement (читається як Пейвмент, укр. тротуар) — рок-гурт з США, помітний представник напрямку інді-рок. Був утворений в каліфорнійському місті Стоктон Стівеном Малкмусом та Скоттом Каннбергом. Спочатку існував як студійний проєкт, як повноцінний гурт сформувався до 1992 року. Найуспішнішим став другий альбом гурту «Crooked Rain, Crooked Rain» (Косий дощ, косий дощ), кліп на пісню з якого «Cut Your Hair» (Підстрижись) часто демонструвався по MTV. Гурт розпався 1999 року. Деякі колишні учасники Pavement продовжують займатися музикою, але більш-менш відомим є лише сольний проєкт Малкмуса. На питання про можливе возз'єднання музиканти раніше відповідали, що це може статися не раніше 2009 року, єдино з метою відзначити 20-річчя утворення колективу. У підсумку в 2010 Pavement возз'єднаному вигляді дали кілька концертів та випустили збірку найкращих пісень.
Попри обмежений успіх та інтерес до гурту, який частково пояснюється тим, що музиканти не укладали контрактів з великими студіями звукозапису, Pavement був і є зразком для наслідування для багатьох молодих музикантів інді-сцени.

## Склад
- Стівен Малкмус — вокал, гітара
- Скотт Каннберг — гітара
- Марк Айболд — бас-гітара
- Гарі Янг — ударні (до 1993 року)
- Стів Вест — ударні (з 1993)
- Боб Настановіч — перкусія

## Дискографія
- Slanted and Enchanted (1992)
- Crooked Rain, Crooked Rain (1994)
- Wowee Zowee (1995)
- Brighten the Corners (1997)
- Terror Twilight (1999)